# Łuda Jana
Łuda Jana („Szalona Jana”; bułg. Луда Яна) – rzeka w środkowej Bułgarii, lewy dopływ Maricy w zlewisku Morza Egejskiego. Długość – 74 km. 
Łuda Jana wypływa w paśmie górskim Sysztinska Sredna Gora w łańcuchu Srednej Gory. Płynie na południe przez Nizinę Górnotracką i wpada do Maricy kilka km na wschód od Pazardżiku. 
Według bułgarskiego geografa Pawła Deliradewa nazwa rzeki pochodzi od siły, z jaką płynie rzeka po ulewnych deszczach (stąd „Szalona”) i od imienia bułgarskiej bohaterki z czasów panowania osmańskiego, która nosiła imię Jana. Według innej wersji nazwa rzeki wiąże się z dawną legendą, opowiadającą dzieje pięknej Bułgarki imieniem Jana, którą rodzice chcieli siłą wydać za bogatego Turka. Dziewczę odmówiło, po czym, by uniknąć przykrego losu, rzuciło się do wody. Turek, słysząc tę wieść stwierdził, że dziewczyna musiała być szalona. Z połączenia słów „szalona dziewczyna” i jej imienia – Jana, rzeka otrzymała nazwę „Szalona Jana”. Trzecia wersja, której autorem jest bułgarski językoznawca Stefan Mładenow, głosi, że jest możliwe, iż trackie słowo jana oznaczało „rzekę”.